# Team Flanders-Baloise/Saison 2025
Diese Liste beschreibt die Mannschaft und die Siege des Radsportteams Flanders-Baloise in der Saison 2025.

## Mannschaft
| Teamkader 2025          | Teamkader 2025     | Teamkader 2025 | Teamkader 2025                           |
| Name                    | Geburtsdatum       | Land           | Vorheriges Team                          |
| ----------------------- | ------------------ | -------------- | ---------------------------------------- |
| Toon Clynhens           | 9. Februar 2001    | Belgien        | Elevate p/b Home Solution Soenens (2022) |
| Alex Colman             | 22. Juli 1998      | Belgien        | Canyon DHB p/b Soreen (2020)             |
| Tom Crabbe              | 2. Juni 2005       | Belgien        | Bingoal WB Devo Team (2024)              |
| Lindsay De Vylder       | 30. Mai 1995       | Belgien        | EFC-Etixx (2016)                         |
| Jasper Dejaegher        | 23. Januar 2001    | Belgien        | Circus-Re Uz-Technord (2023)             |
| Brem Deman              | 16. Mai 2002       | Belgien        | Gaverzicht-BE Okay-Van Mossel (2024)     |
| Tuur Dens               | 26. Juni 2000      | Belgien        |                                          |
| Siebe Deweirdt          | 8. Mai 2002        | Belgien        | Soudal Quick-Step Devo Team (2023)       |
| Jonas Geens             | 4. Januar 1999     | Belgien        | Morbihan Adris Gwendal Oliveux (2024)    |
| Vince Gerits            | 26. September 1997 | Belgien        |                                          |
| Jules Hesters           | 11. November 1998  | Belgien        | BEAT Cycling (2021)                      |
| Milan Lanhove           | 1. November 2003   | Belgien        | Bingoal WB Devo Team (2024)              |
| Elias Maris             | 5. Oktober 1999    | Belgien        | Leopard Pro Cycling (2022)               |
| Vincent Van Hemelen     | 2. November 2000   | Belgien        | Lotto-Soudal Development (2022)          |
| Aaron Van Poucke        | 4. April 1998      | Belgien        | Lotto-Soudal U23 (2018)                  |
| Noah Vandenbranden      | 29. Juli 2002      | Belgien        | Lotto-Soudal Development (2022)          |
| Dylan Vandenstorme      | 19. April 2002     | Belgien        | Circus-Re Uz-Technord (2023)             |
| Yentl Vandevelde        | 21. Oktober 2000   | Belgien        | TDT-Unibet (2023)                        |
| Ward Vanhoof            | 18. April 1999     | Belgien        | Lotto-Soudal U23 (2020)                  |
| Victor Vercouillie      | 3. November 2002   | Belgien        |                                          |
|                         |                    |                |                                          |
| Quelle: ProCyclingStats |                    |                |                                          |

## Siege
| Siege | Siege  | Siege | Siege  | Siege  | Siege |
| Datum | Rennen | Staat | Klasse | Sieger |       |
| ----- | ------ | ----- | ------ | ------ | ----- |

## UCI-Weltranglisten-Platzierungen
| UCI-Ranking | UCI-Ranking | UCI-Ranking | UCI-Ranking |
| Fahrer      | Fahrer      | Land        | Punkte      |
| ----------- | ----------- | ----------- | ----------- |